# Bulbostylis stenophylla
Bulbostylis stenophylla är en halvgräsart som först beskrevs av Stephen Elliott, och fick sitt nu gällande namn av Charles Baron Clarke. Bulbostylis stenophylla ingår i släktet Bulbostylis och familjen halvgräs. Inga underarter finns listade i Catalogue of Life.